# Ryszard Makowski (inżynier)
Ryszard Andrzej Makowski (ur. 1950 r.) – polski inżynier elektronik. Absolwent z 1974 Politechniki Wrocławskiej. Od 2015 profesor na Wydziale Elektroniki Politechniki Wrocławskiej.